# Анищенко, Александр Владимирович (тяжелоатлет)
Александр Владимирович Анищенко (род. 12 мая 1979, Мозырь, Белорусская ССР, СССР) — белорусский тяжелоатлет, выступавший в весовой категории до 85 кг, серебряный призёр чемпионата мира (2001), участник Олимпийских игр (2004). Заслуженный мастер спорта Республики Беларусь (2001).

## Биография
Александр Анищенко занимался в мозырьском СДЮШОР № 2 с тренером Григорием Тихоновым. Окончил Гомельское Училище Олимпийского Резерва (1998).
Из-за травм ушёл из спорта.

## Результаты выступлений
| Год  | Соревнование     | Место проведения | Весовая категория | Рывок    | Толчок   | Сумма двоеборья | Место |
| 2001 | Чемпионат мира   | Анталья          | до 85 кг          | 177,5 кг | 207,5 кг | 382,5 кг        | 2     |
| 2003 | Чемпионат мира   | Ванкувер         | до 85 кг          | 172,5 кг | 205 кг   | 377,5 кг        | 4     |
| 2004 | Олимпийские игры | Афины            | до 85 кг          | 170 кг   | 200 кг   | 370 кг          | 6     |